# سفارة تونس لدى إثيوبيا
سفارة تونس لدى إثيوبيا هي البعثة الدبلوماسية لجمهورية تونس لدى جمهورية إثيوبيا الفيدرالية الديمقراطية، وتقع بالعاصمة أديس أبابا.